# Željeznička pruga Viljan – Madžarboja
Željeznička pruga Pečuh-Mohač je željeznička prometna linija Mađarskih državnih željeznica (MÁV-a) br. 66. Prolazi područjem Baranje.
Dužina dionice je 13 km, a širina tračnica je 1435 mm.
Ograničenje brzine na ovoj pruzi je 80 km/h.